# BS討論
BS討論（びーえすとうろん）は、1996年4月6日から2001年3月24日までNHK BS1で放送された討論番組である。

## 概要
社会・経済・文化など、幅広いジャンルのタイムリーなテーマについて、当事者や識者が集う討論番組である。テーマ曲は日曜討論のアレンジ版。

## 放送時間
- 1996年度：土曜 21:00 - 23:00
- 1997年度：土曜 21:00 - 22:49／土曜 10:00 - 11:49
- 1998年度：土曜 21:00 - 22:49／日曜 24:00 - 25:49
- 1999年度：土曜 21:45 - 22:59
- 2000年度：土曜 21:50 - 22:59／土曜 25:00 - 26:09

## 放送リスト

### 1996年度
- 1996年4月6日 どう進める大蔵省改革
- 1996年4月13日 日米安保を問う
- 1996年4月27日 夫婦別姓・家族とは
- 1996年5月11日 どう対応する北朝鮮情勢
- 1996年5月18日 地価下落 土地政策を問う
- 1996年5月25日 父親はいじめとどう闘う
- 1996年6月8日 大学生の知性があぶない
- 1996年6月15日 景気対策か財政再建か
- 1996年6月22日 小学生に英語教育は必要か
- 1996年7月13日 いま死とどう向きあうか
- 1996年8月10日 ロングインタビュー 戦後政治を語る「宮澤喜一」
- 1996年8月11日 ロングインタビュー 戦後政治を語る「中曽根康弘」
- 1996年8月24日 電脳社会あなたも”オタク”ですか 現代若者文化論
- 1996年8月31日 どこまでできる農協改革
- 1996年9月7日 税金
- 1996年9月14日 団塊の世代・老後をどう生きる
- 1996年9月21日 週5日制 ゆとりの教育とは
- 1996年9月28日 日本にベンチャーは育つか
- 1996年10月5日 ”ODA大国”を問い直す
- 1996年10月12日 なぜ弱い 日本のスポーツ
- 1996年10月26日 日本映画にルネサンスはくるか
- 1996年11月2日 米国はどこへ向かう
- 1996年11月9日 ゴミは誰の責任か
- 1996年11月16日 アジア経済高成長は続くのか
- 1996年11月23日 行政改革
- 1996年11月24日 行政改革
- 1996年11月30日 少子化時代を考える
- 1996年12月7日 日本の笑いはどこへ行く
- 1996年12月14日 香港返還 ”一国二制度”のゆくえ
- 1997年1月11日 ポストレス時代をどう生きる サラリーマンの選択
- 1997年1月18日 震災2年 経済復興をどう進める
- 1997年1月25日 第2期クリントン政権 その行方と日本
- 1997年2月1日 なぜやせたいのですか 飽食時代のダイエット
- 1997年2月15日 高度情報化社会の未来 ネットワークが世界を変える
- 1997年2月22日 金融ビッグバン・東京市場は再生できるか
- 1997年3月8日 公団住宅の役割は終わったか
- 1997年3月15日 許せますか 若者ことば
- 1997年3月29日 どう処理する産業廃棄物

### 1997年度
- 1997年4月5日 ”第二の予算”財投を見直す
- 1997年4月12日 ”就社”か”就職”か 新入社員にとって会社とは
- 1997年4月19日 日本再生のシナリオ 公共事業をどうするか
- 1997年5月3日 行政権をどうチェックするか
- 1997年5月10日 技術立国ニッポン 再生への戦略
- 1997年5月17日 日本再生のシナリオ 天下りをどうする 高級官僚の人事システム
- 1997年5月24日 国有林があぶない
- 1997年5月31日 どう構築する21世紀の日米経済
- 1997年6月7日 中高一貫教育は是か非か
- 1997年6月14日 日本再生のシナリオ 年金危機
- 1997年6月21日 どうするダイオキシン対策
- 1997年7月12日 日本再生のシナリオ 動きだしたビッグバン 証券市場は変革できるか
- 1997年7月19日 経営責任・会社は誰のものか
- 1997年7月26日 国の予算を見直せ
- 1997年8月11日 ロングインタビュー 戦後政治を語る「竹下登」
- 1997年8月12日 ロングインタビュー 戦後政治を語る「石橋政嗣」
- 1997年9月6日 危機管理 国はあなたをどう守るか
- 1997年9月13日 医療制度抜本改革
- 1997年9月20日 医療制度抜本改革
- 1997年9月27日 家族があぶない
- 1997年10月4日 インターネット・規制は必要か
- 1997年10月18日 食卓に登場 遺伝子組み換え作物
- 1997年10月25日 どうなる あなたの退職金 曲り角にきた日本型雇用
- 1997年11月1日 日本再生のシナリオ 農業改革
- 1997年11月8日 介護保険 あなたの老後はどうなるか
- 1997年11月15日 今のニッポン ここがおかしい
- 1997年11月22日 地方自治・21世紀の姿を問う
- 1997年12月13日 働く条件が変わる 迫られる労働法制の見直し
- 1997年12月20日 行政改革 21世紀への選択
- 1998年1月10日 どうなるニッポン景気
- 1998年1月17日 借りて住むか　買って住むか どうなる借地借家法
- 1998年1月24日 ボランティア新時代
- 1998年1月31日 韓国経済 危機は打開できるか
- 1998年3月7日 大倒産時代 どう生き残るか
- 1998年3月14日 日本の大学教育に未来はあるか

### 1998年度
- 1998年7月4日 検診はどこまで有効か
- 1998年7月25日 シリーズ日本経済のゆくえ デフレスパイラルは避けられるか 消費マインドは回復するか
- 1998年8月1日 薬・ムダはなくせるか
- 1998年8月15日 いま核を問う
- 1998年8月22日 どうする環境ホルモン
- 1998年9月5日 日本経済は再生するか シリーズ世界が見たニッポン
- 1998年9月19日 土地は生き返るか 景気回復と土地政策
- 1998年9月26日 再生なるか 日本の農業 新農基法へ最終答申
- 1998年10月3日 学校は何ができるか 増加する不登校
- 1998年10月17日 地方自治体＂破産＂は避けられるか
- 1998年10月24日 検証・グローバルスタンダードの時代
- 1998年11月1日 新サラリーマン像 大競争時代の中で
- 1998年11月7日 金融再生・道はひらけたか」～シリーズ　世界がみたニッポン
- 1998年11月14日 どうする女性の年金
- 1998年11月21日 元気になれ!日本経済 緊急経済対策を問う
- 1998年12月5日 どうすすめる介護保険
- 1999年1月16日 大学は生まれ変われるのか 検証・大学審議会の答申
- 1999年1月23日 ＂日本＂格下げ 格付けの意味を問う
- 1999年1月30日 子どもの暴力 急増・低年齢化の中で
- 1999年2月6日 これでいいのか日本型リサイクル
- 1999年2月13日 どうする企業年金 動き出した＂日本版401（K）＂
- 1999年2月27日 ユーロ始動 変わるか国際金融地図
- 1999年3月6日 金融危機は終息するか
- 1999年3月13日 望みますか?生涯現役社会
- 1999年3月20日 日本の景気は上向くか

### 1999年度
- 1999年4月3日 金融ビッグバン1年・どう進める個人投資家保護
- 1999年4月10日 ベンチャー立国は可能か
- 1999年4月17日 サマータイム導入は必要か
- 1999年5月1日 どうあるべき?父親の育児参加
- 1999年5月8日 病院経営は立て直せるか
- 1999年5月15日 効く薬は早く手に入るか 検証・新薬承認制度
- 1999年5月22日 どうなる日本の雇用
- 1999年7月3日 農業に未来は見えたか 新農業基本法成立へ
- 1999年7月10日 アジア経済の回復はホンモノか
- 1999年7月17日 住民情報のネットワーク化は必要か 住民基本台帳法改正をめぐって
- 1999年7月24日 健康保険が危ない どう負担する老人医療費
- 1999年7月31日 介護保険 どうなる負担とサービス
- 1999年8月21日 どう進める地方分権 問われるリーダーシップ
- 1999年9月4日 赤字のツケはだれが負う 第三セクターの破たん
- 1999年9月11日 どうなる生命保険 いま問われる生保の役割
- 1999年9月18日 どうなる預金保護 迫るペイオフ実施
- 1999年10月2日 地域紛争と21世紀の安全保障
- 1999年10月23日 シリーズ日本産業再生への道 競争力は回復できるか
- 1999年10月30日 シリーズ日本産業再生への道 情報革命はどう活用できるか
- 1999年11月6日 これでいいのか!遺伝子組み換え食品表示
- 1999年11月13日 日韓は近づいたか 文化交流の１年
- 1999年11月20日 シリーズどうなる景気 個人消費は回復するか
- 1999年11月27日 シリーズどうなる景気
- 1999年12月4日 国立大学はいらないのか? 独立行政法人化の是非
- 1999年12月11日 検証・要介護認定
- 2000年1月29日 21世紀・日本はアジアとどう生きる
- 2000年2月5日 見直しは万全か?原子力の安全管理
- 2000年3月11日 ＂ゆとり＂教育で子どもは輝くか

### 2000年度
- 2000年4月1日 グローバリズムで日本経済はよみがえるか
- 2000年4月8日 市町村合併は住民に何をもたらすか
- 2000年4月29日 どうなる21世紀の放送 情報革命とテレビ
- 2000年5月13日 法人課税はどうあるべきか
- 2000年5月20日 届いてますか 望むサービス 介護保険50日
- 2000年6月10日 緊急提言・待ったなしの教育改革
- 2000年6月17日 どうする日本の食料自給率
- 2000年8月5日 女性起業家の“21世紀”を問う
- 2000年8月19日 民事介入暴力にどう立ち向かうか
- 2000年10月7日 検証 介護保険6か月 どうする在宅サービス
- 2000年11月4日 どう築く 患者と医師の信頼関係
- 2000年11月11日 “アジアの奇跡”は再来するか
- 2000年11月18日 どう見直す女性の年金制度
- 2000年12月2日 “奉仕活動の義務化”は必要か 教育改革国民会議の提言を問う
- 2000年12月9日 問われる“対話力” 国語審議会最終答申を受けて
- 2001年1月13日 先端技術が医療を変える “ロボット手術”の可能性と課題
- 2001年2月10日 “特許戦争”をどうたたかうか
- 2001年2月17日 株価は回復するか
- 2001年3月3日 学生が授業を評価せよ どう進める大学授業評価制度
- 2001年3月10日 児童虐待をどう防ぐか
- 2001年3月17日 自治体“財政危機”自立への道は
- 2001年3月24日 どうつくる“循環型社会”